# Бан, Ян де
Ян де Бан (нидерл. Jan de Baen; 20 февраля 1633, Харлем — 8 марта 1702 Гаага ) — голландский художник-портретист, работавший во второй половине XVII века, то есть в эпоху Золотого века голландской живописи.

## Биография
Ян де Бан родился 20 февраля 1633 в Харлеме в семье купца. Отец умер, когда Яну было три года.
С 1645 по 1648 де Бан учился у портетиста Якоба Баккера в Амстердаме.
Де Бан работал при дворе английского короля Карла II в годы пребывания монарха в Голландии. С 1660 года до конца дней де Бан жил и работал в Гааге.
Будучи популярным портретистом, он получал заказы от самых влиятельных особ конца XVII столетия.
Отметим, что шлейф язвительной критики, тянувшийся на протяжении всей жизни художника, имел источником не одну лишь зависть. Такие профессиональные пробелы, как незнание анатомии, приблизительность рисунка голов и рук до сих пор портят впечатление от его работ, хотя отчасти уравновешиваются мастерством в передаче золотого шитья платьев и камзолов, в построении эффектных многоярусных „конструкций“ из чёрных и белых кружев на манжетах и воротниках портретируемых.
Из многочисленных учеников Яна де Бана упомянем англ. Якоба де Бана (сына нашего художника) и англ. Йохана Воллевенса.

## Картины Де Бана
- Портрет Корнелии ван Нироп (Cornelia van Nierop) 1650-1660. Холст, масло 124 × 97 см. Музей Франса Халса, Гаага
- Корнелис де Витт (Cornelis de Witt, 1623—1672), мэр Дордрехта 1700. Холст, масло 124 × 97 см. Рейксмузеум, Амстердам
- Иероним ван Бевернинк (Hieronymus van Beverningk, 1614—1690, лорд Тейлинген, генеральный казначей). 1670. Холст, масло 156 × 121.5 см. Рейксмузкум, Амстердам
- Исаак де л'Остал де Сен-Мартин (Isaac de l'Ostal de Saint-Martin, ок. 1629-1696 — начальник гарнизона в Батавии) 1702. Холст, масло 132 × 102 см. Рейксмузкум, Амстердам
- Йоханна ле Гиллон (Johanna le Gillon, 1635—1706, жена Иеронима ван Бевернинка) 1670. Холст, масло 156.5 × 121.5 см. Рейксмузкум, Амстердам
- Истерзанные тела братьев де Витт повешены вниз головами на месте казни (Groene Zoodje) в Гааге в 1672 году, (См: Год бедствий. Расправа с братьями де Витт) 1675. Холст, масло 69.5 × 56 см. Рейксмузеум, Амстердам
- Портрет Йохана Маурица (Johan Maurits, 1604—1679, графа Нассау-Зиген, основателя Маурицхейс) ок. 1660. Холст, масло 151.5 × 114.5 см. Музей Маурицхейс, Гаага
- Прославление Корнелиса де Витта (Cornelis de Witt, 1623—1672), как победителя в битве при Чатеме в 1667 году, ок. 1667-1670. Холст, масло 66 × 100 см. Музей Маурицхейс, Гаага
- Портрет дамы в образе Клеопатры ок. 1670. Холст, масло 140 × 101,5 см. Ростовский областной музей изобразительных искусств, Ростов-на-Дону

## Галерея

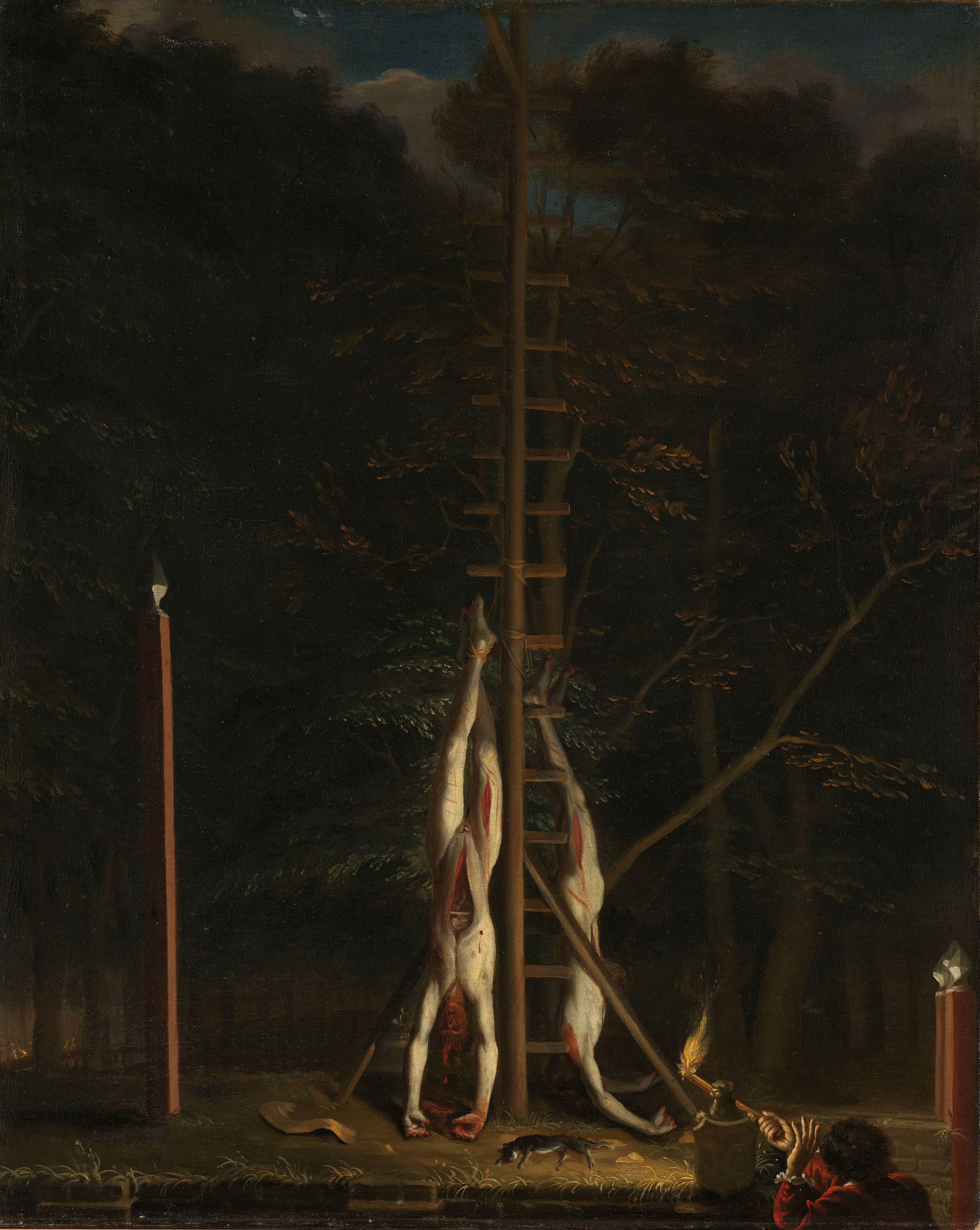
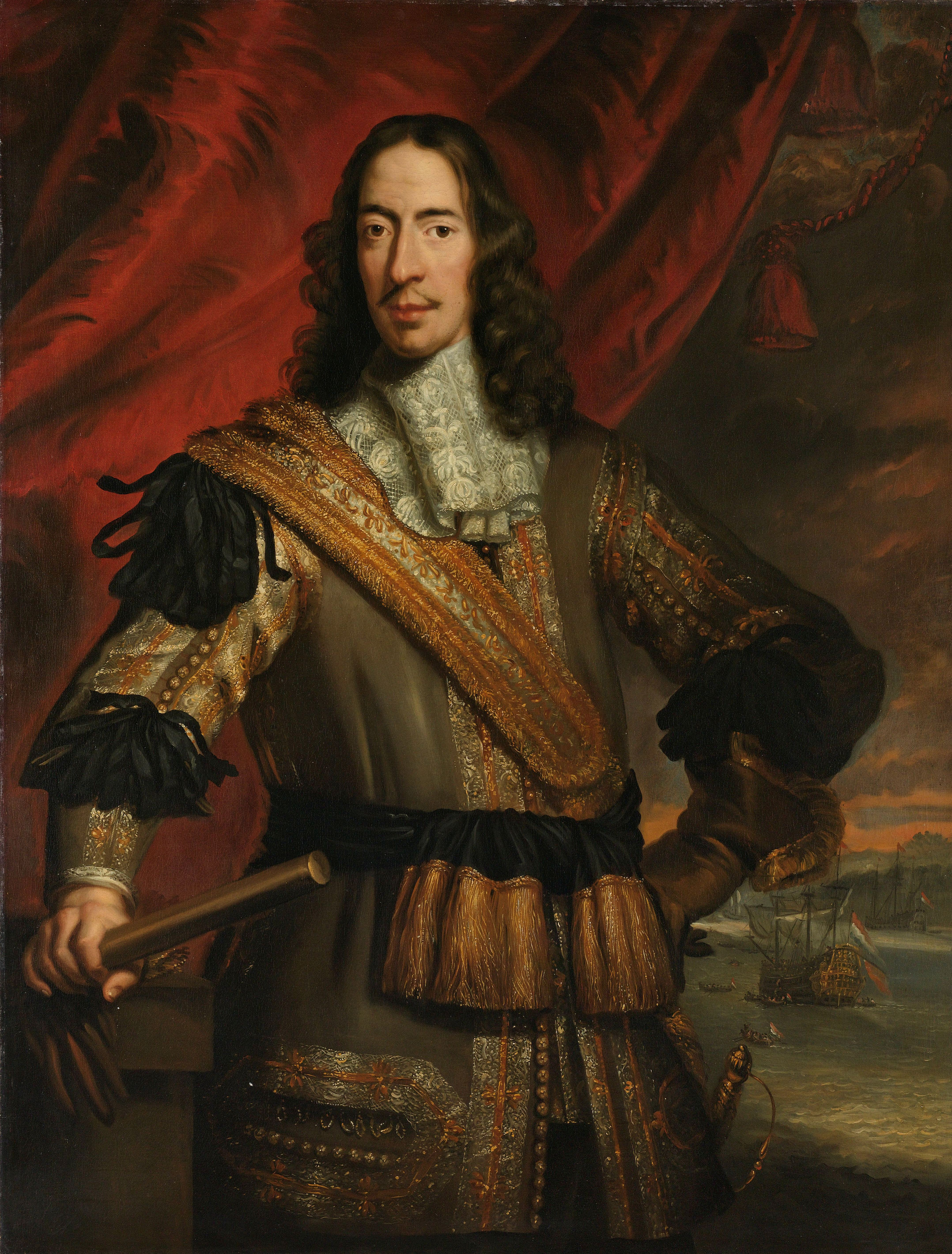
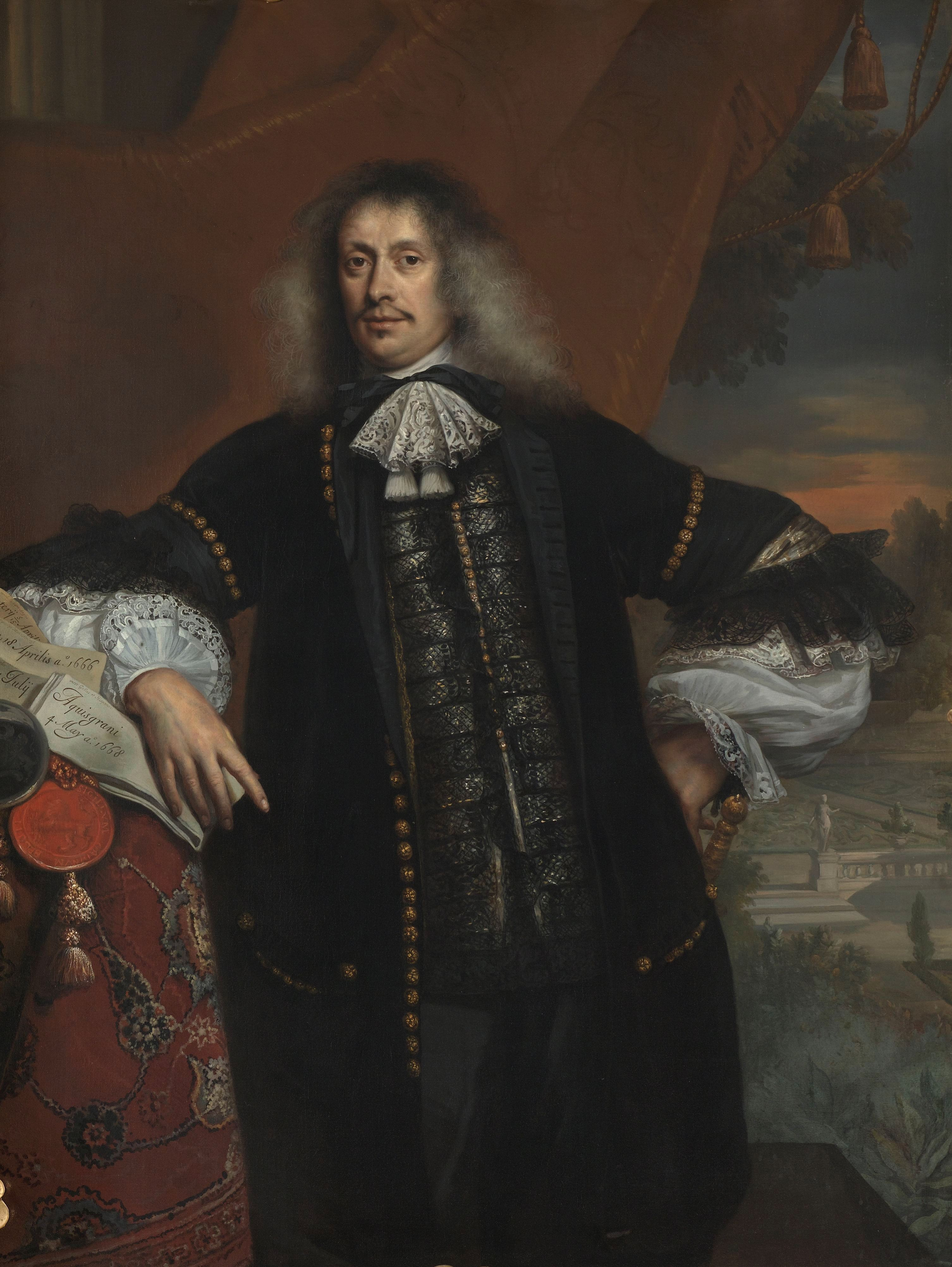
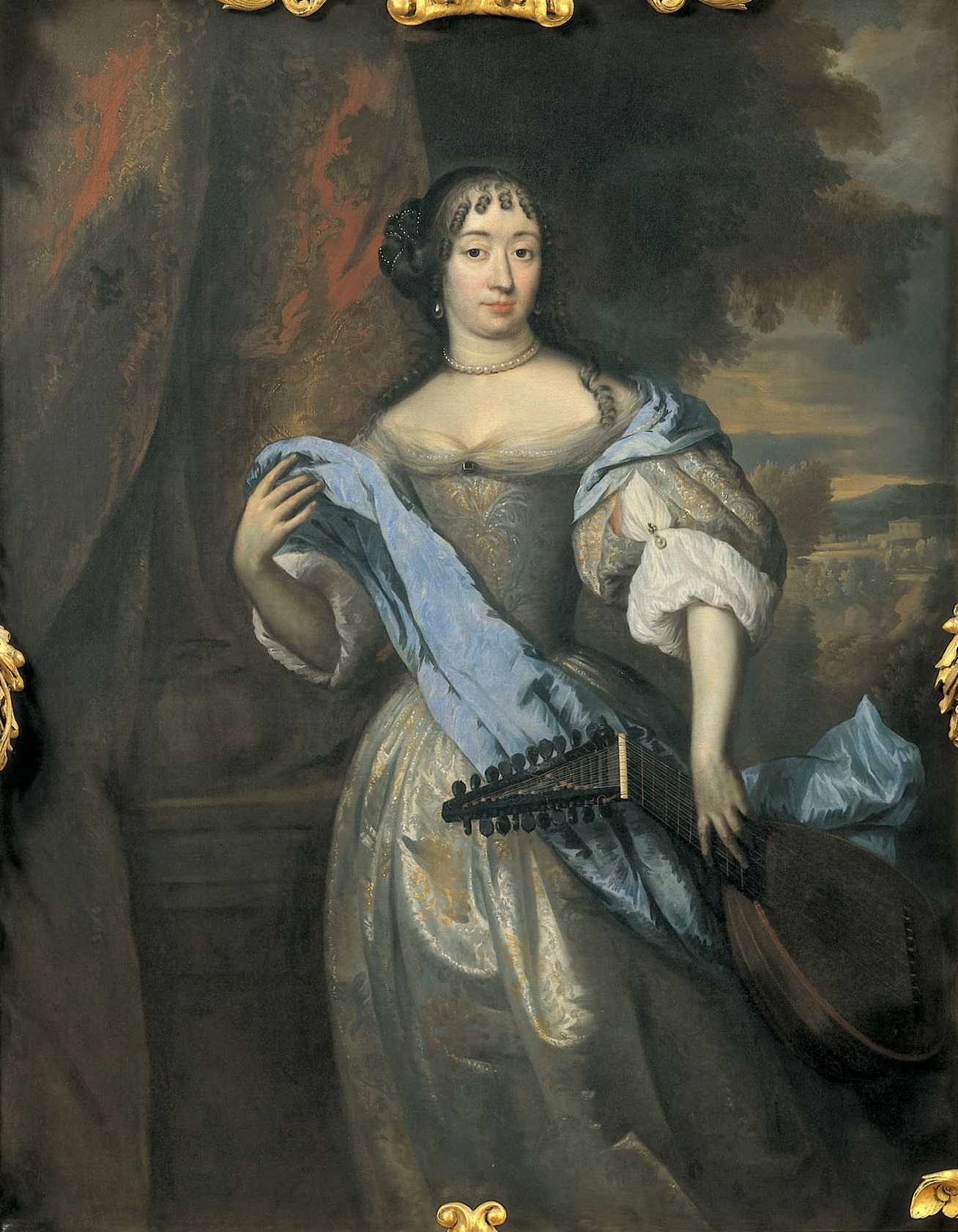
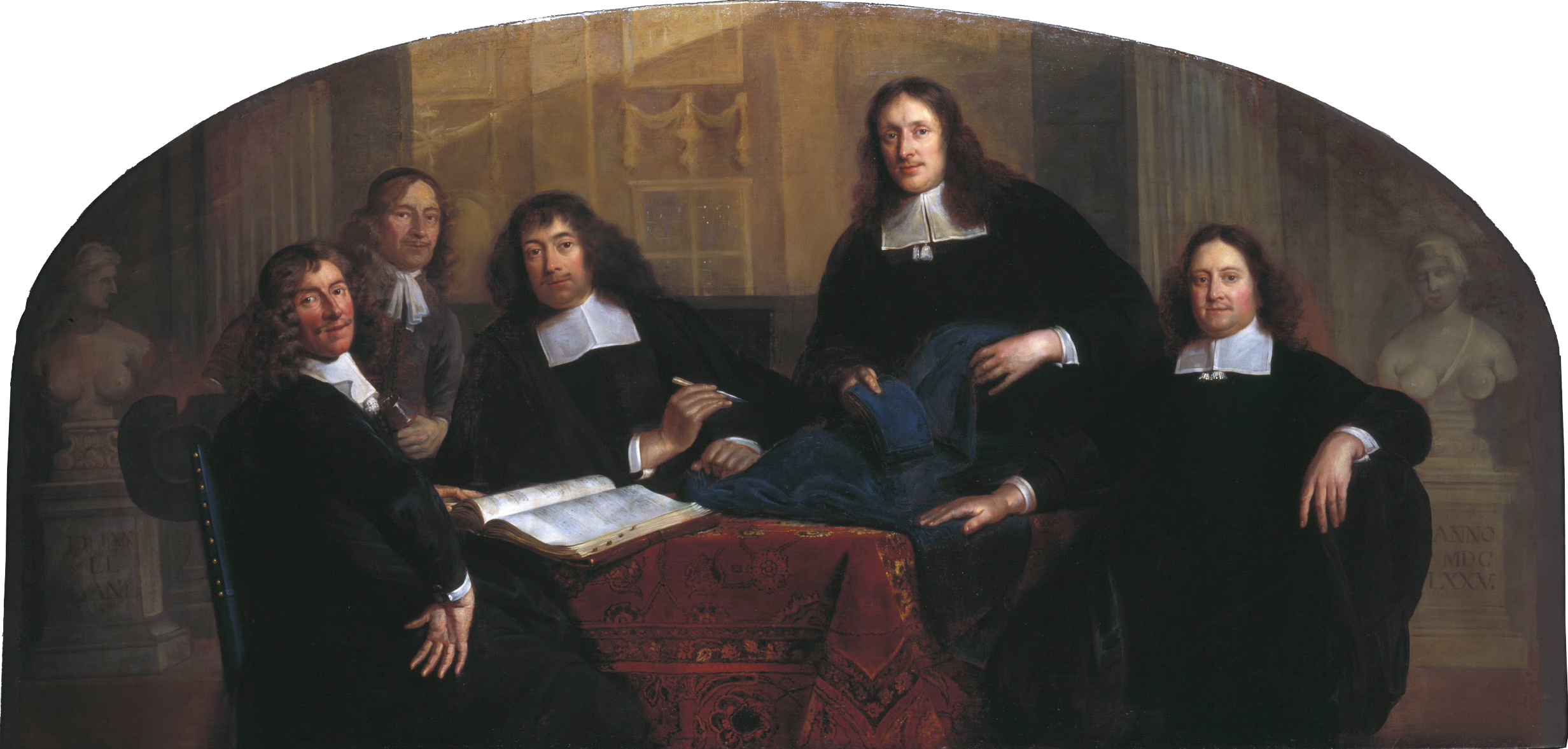
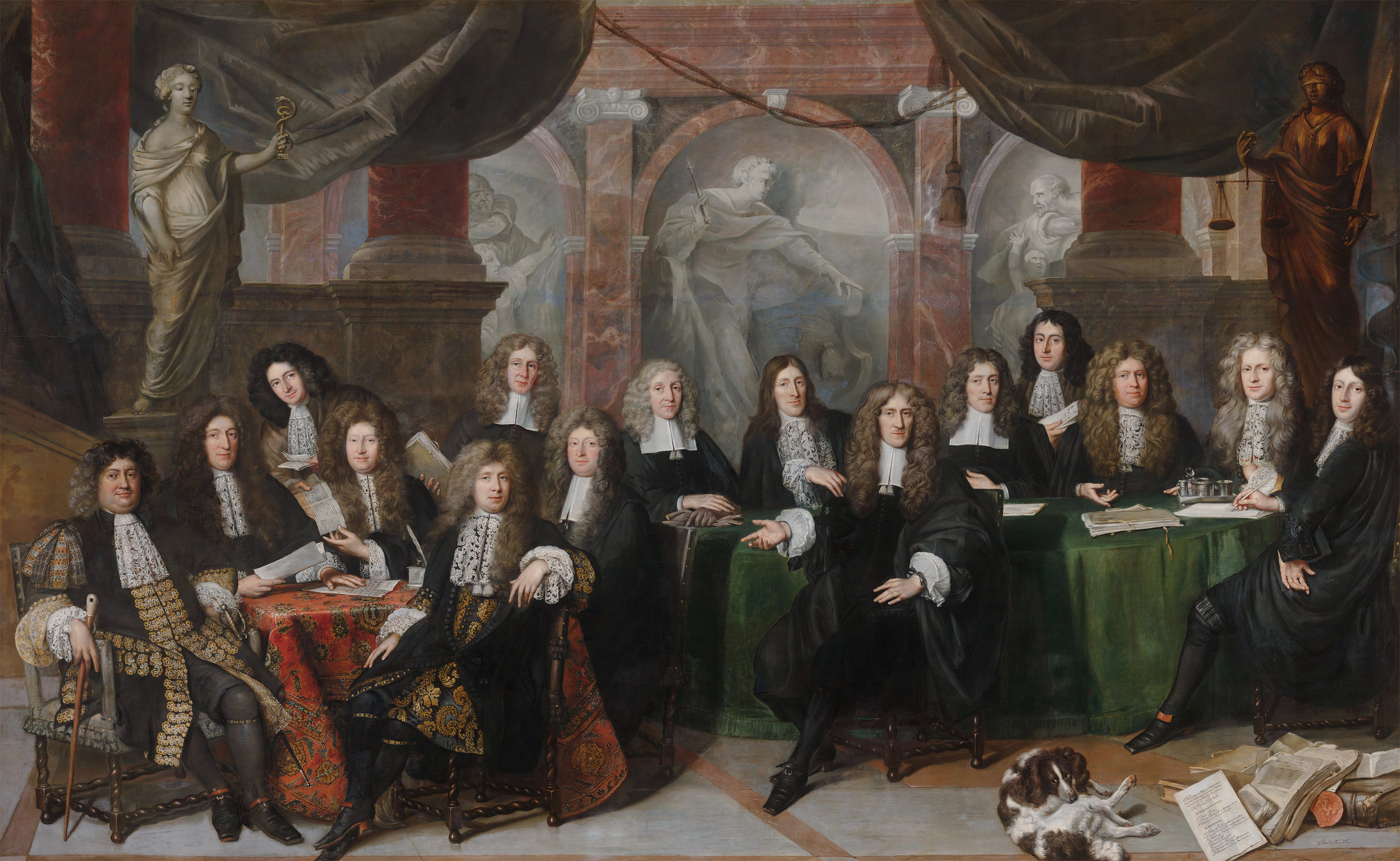
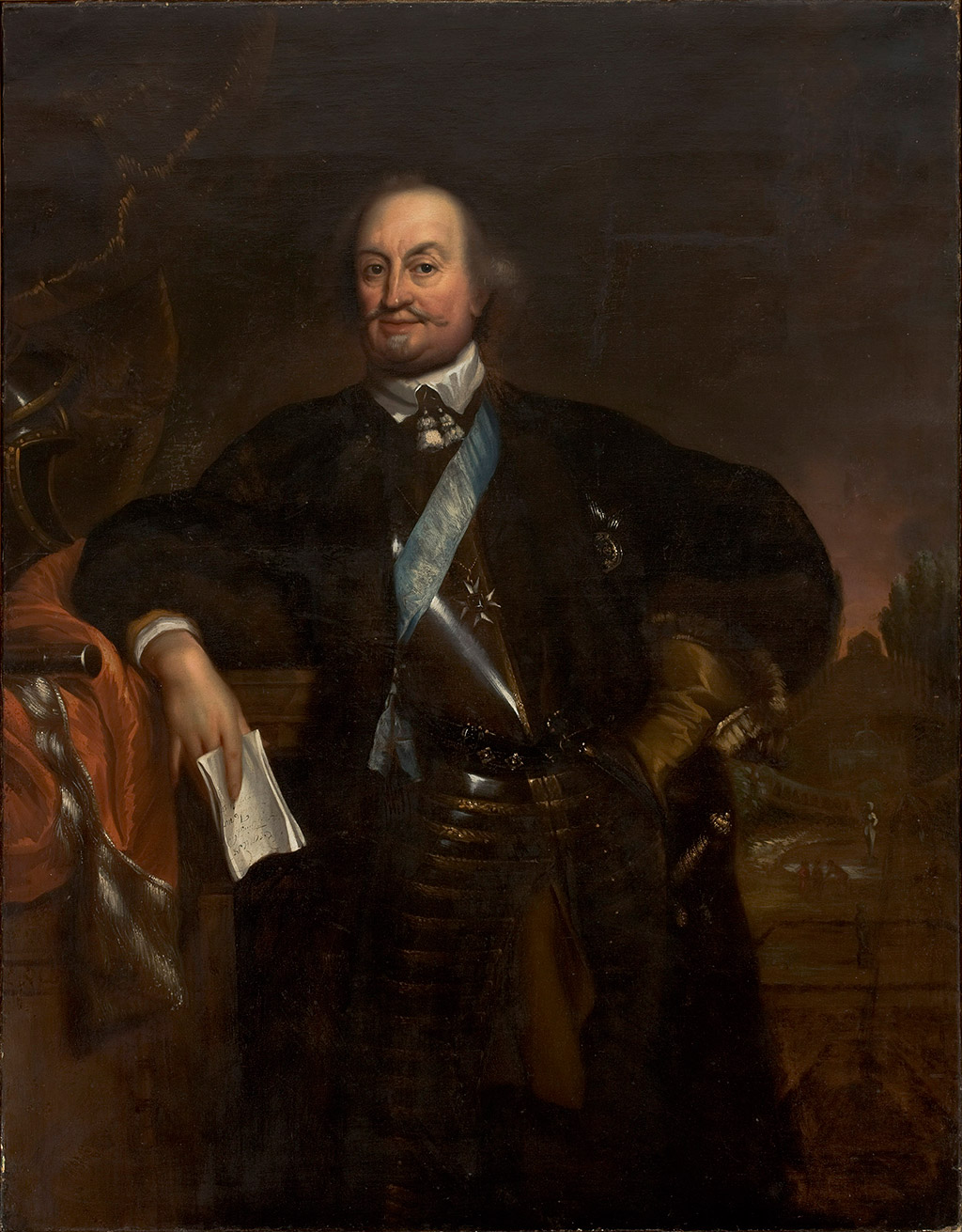
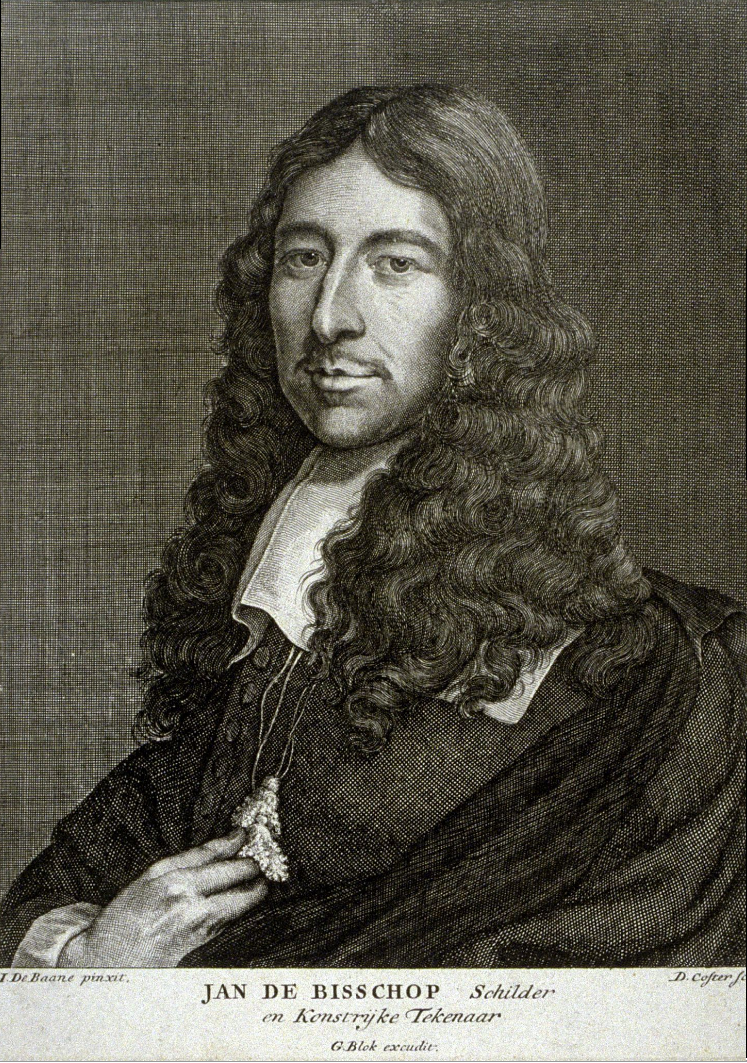
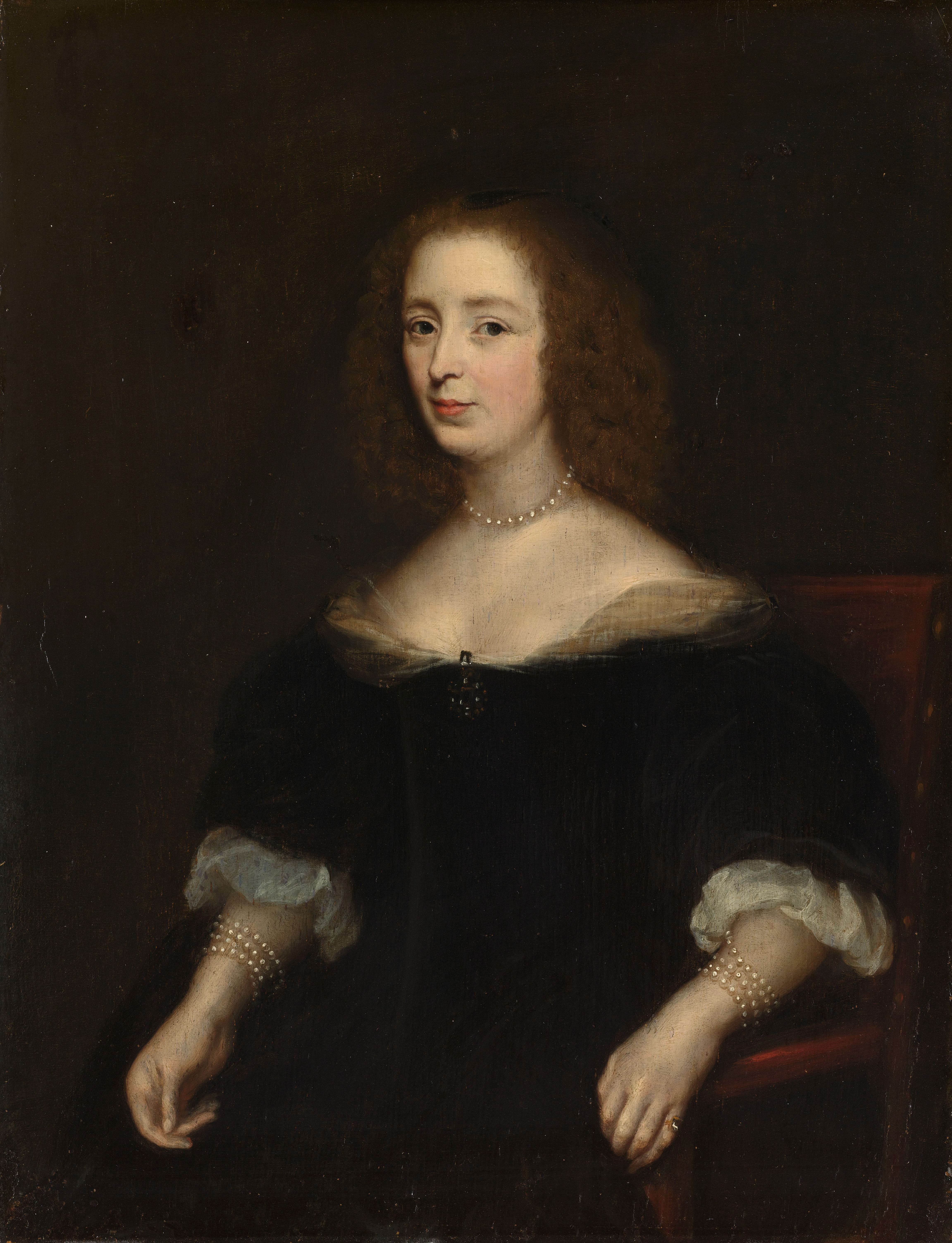
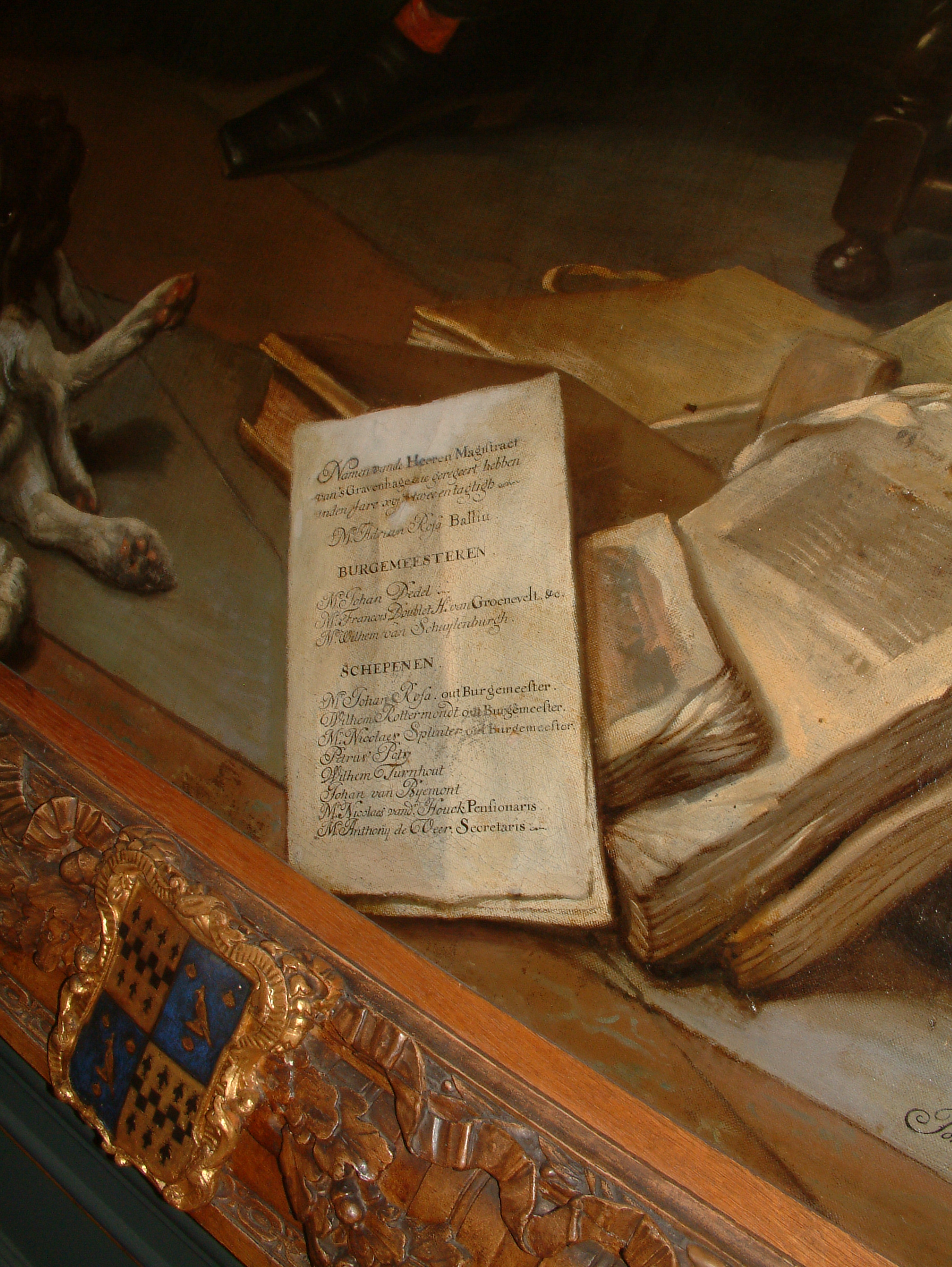
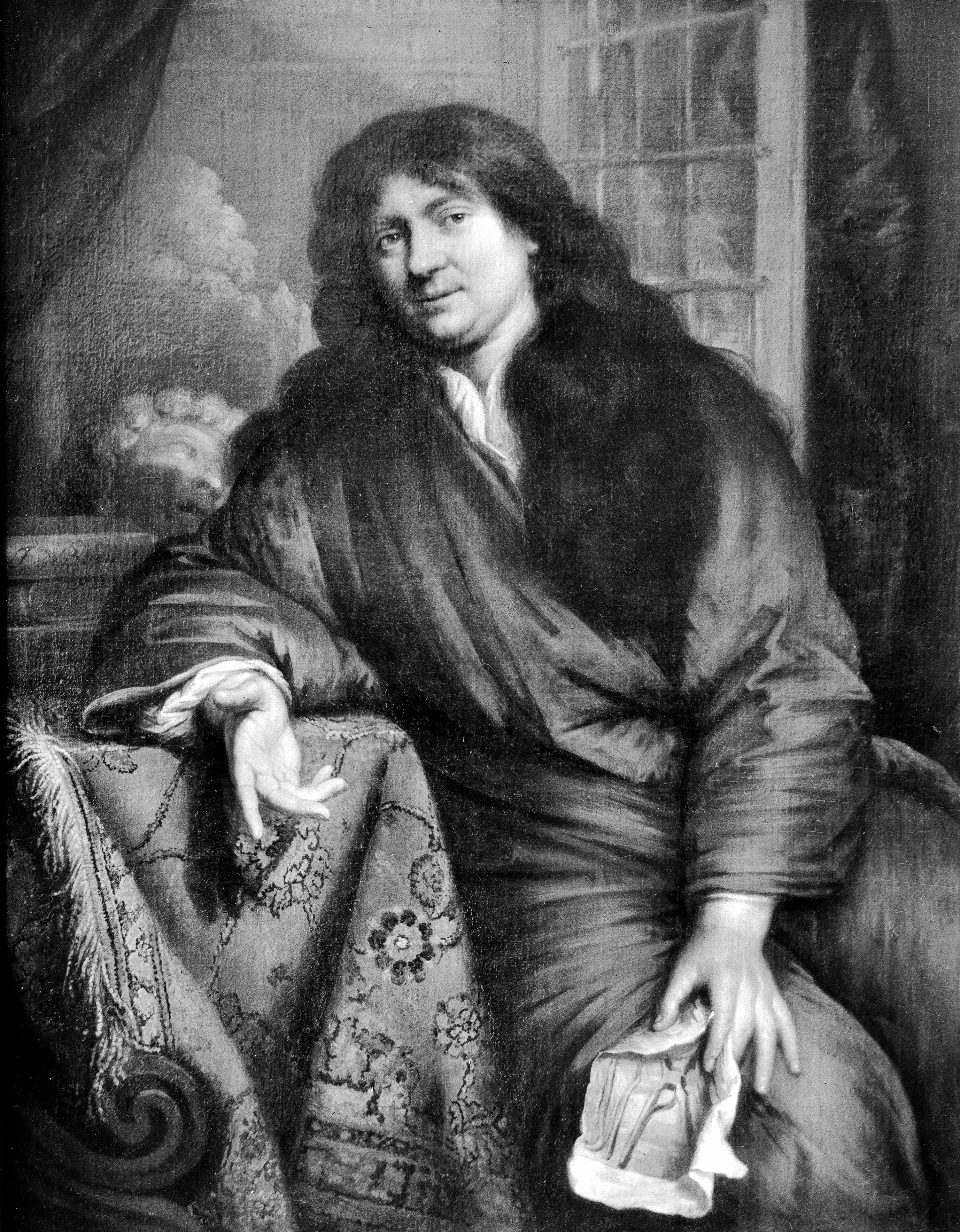
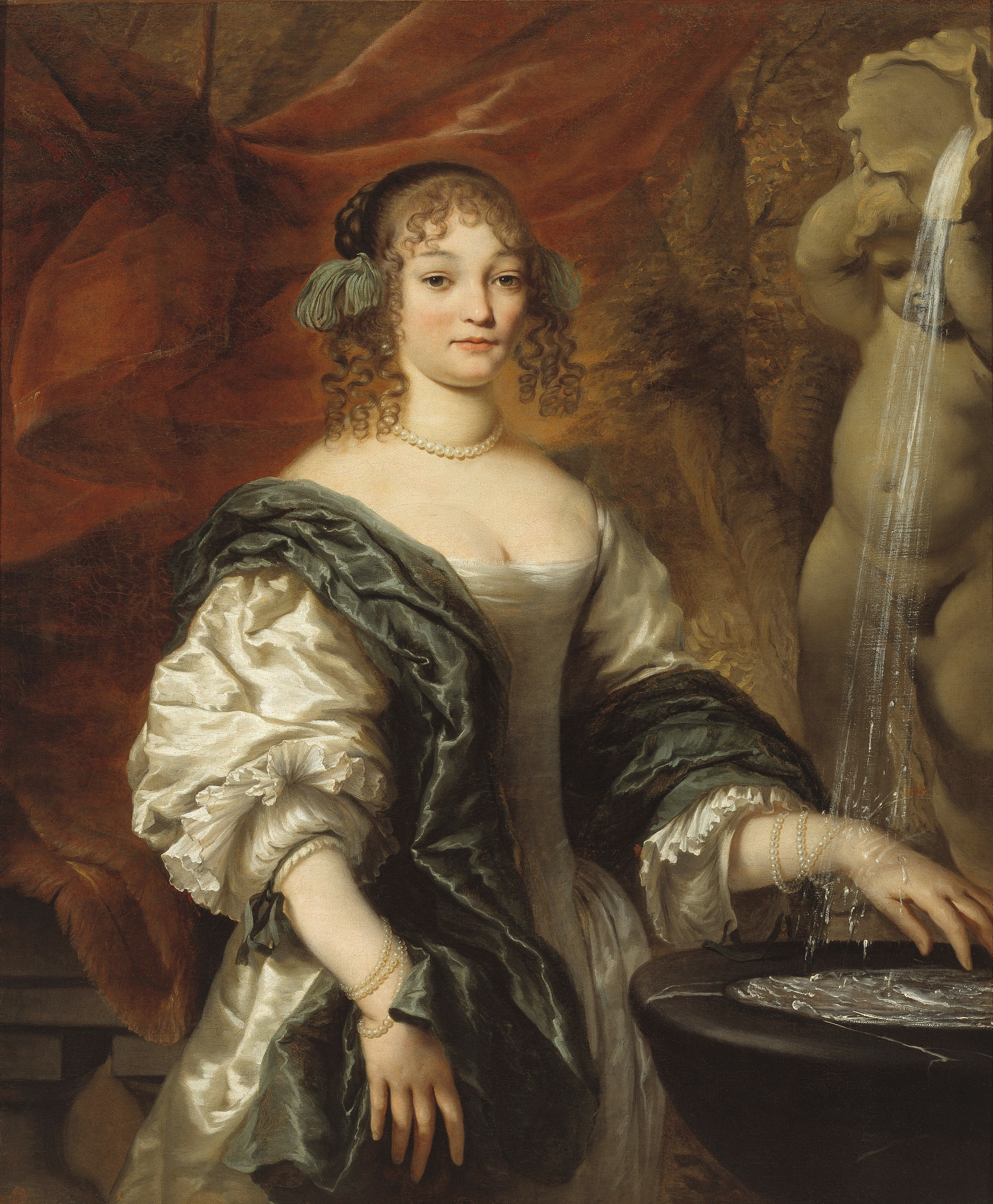